# 제이크 체리
제이크 체리(Jake Cherry, 1996년 9월 15일 ~ )는 미국의 배우이다.

## 출연 작품
- 트랜짓 (2012)
- 화이트 밀크 (2011)
- 마법사의 제자 (2010)
- 사랑은 언제나 진행중 (2009)
- 박물관이 살아있다 2 (2009)
- 박물관이 살아있다! (2006)
- 돈 많은 친구들 (2006)
- 미라클 런 (2004)
- 수수께끼 블루스 클루스 (1996)

### 텔레비전
- 위기의 주부들 (2007)
- Pretty/Handsome (2008) - 파일럿